# Addis Zemen
Addis Zemen – miasto w Etiopii, w regionie Amhara. W 2010 liczyło 29 742 mieszkańców.